# Phạm Tuân
Phạm Tuân (sinh ngày 14 tháng 2 năm 1947) là phi công, phi hành gia người Việt Nam, Trung tướng Quân đội nhân dân Việt Nam. Ông là người Việt Nam và châu Á đầu tiên bay lên vũ trụ vào năm 1980 trong chương trình Interkosmos của Liên Xô. Ông cũng là người Việt Nam đầu tiên được phong danh hiệu Anh hùng 3 lần, bởi 2 quốc gia khác nhau: Anh hùng lực lượng vũ trang nhân dân Việt Nam, Anh hùng lao động Việt Nam, Anh hùng Liên Xô.

## Sự nghiệp
Phạm Tuân sinh ngày 14 tháng 2 năm 1947 tại xã Quốc Tuấn, huyện Kiến Xương, tỉnh Thái Bình. Ông đi bộ đội, được tuyển vào binh chủng Không quân nhân dân Việt Nam năm 1965, tốt nghiệp Trường phi công quân sự ở Liên Xô năm 1967 và trở thành sĩ quan lái máy bay chiến đấu của Trung đoàn 921 Sao Đỏ, tham gia chiến đấu bảo vệ vùng trời Miền Bắc Việt Nam trong thời kỳ Chiến tranh Việt Nam. Ông là đảng viên của Đảng Lao động Việt Nam trong năm này và chính thức là vào năm 1968. Giữa năm 1972, ông là 1 trong 12 phi công được chọn để đào tạo lái tiêm kích bay đêm, chuẩn bị cho việc bắn hạ máy bay B-52 (tiêm kích bay đêm yêu cầu kỹ thuật cao hơn nhiều so với lái tiêm kích ban ngày).

### Bắn rơi B-52
Vào đêm ngày 27 tháng 12 năm 1972, theo tài liệu lịch sử không chính thức của Quân đội nhân dân Việt Nam, ông bắn rơi 1 máy bay B-52 của Mỹ, trở thành người đầu tiên bắn hạ được loại máy bay này từ trên không và trở về an toàn, nếu không kể 1 phi công khác tên là Vũ Đình Rạng đã bắn trúng máy bay B-52 của không quân Mỹ vào ngày 20 tháng 11 năm 1971 (tuy nhiên Vũ Đình Rạng chỉ phóng 1 tên lửa nên chiếc B-52 không rơi ngay tại chỗ mà chỉ bị hỏng nặng và vẫn cố hạ cánh được xuống sân bay), nhưng vì hỏng quá nặng nên không sửa được và đã bị tháo dỡ.
Tài liệu này nói rằng, chiếc MiG-21MF của Phạm Tuân cất cánh hồi 22 giờ 16 phút đêm ngày 27 tháng 12 năm 1972 từ sân bay dã chiến Yên Bái, theo chiến thuật "đi thấp kéo cao" nhằm tránh radar của máy bay địch. Sau khi dẫn đường mặt đất thông báo cách phi đội địch 8 – 9 km, Phạm Tuân kéo cao rồi tăng tốc máy bay, dùng tốc độ cao để bất ngờ bay vọt qua 2 tốp F-4 hộ tống, khiến những chiếc F-4 không kịp phản ứng. Sau khi vọt qua đội F-4 hộ tống, ông tiếp cận 2 chiếc B-52, khi còn cách B-52 khoảng 4 km, dẫn đường mặt đất ra lệnh bắn, nhưng Phạm Tuân chờ thêm mấy giây để tiếp cận gần hơn rồi mới bắn. Chiếc MiG-21 cũng tắt radar và các thiết bị liên lạc để B-52 không phát hiện ra là đang bị áp sát. Ông bắn rơi 1 chiếc trên vùng trời phía Tây Hà Nội bằng 2 quả tên lửa không đối không NHK-8-9-1-2, rồi trở về hạ cánh xuống sân bay Yên Bái.
Phạm Tuân kể rằng: Do B-52 trang bị nhiều mồi nhiệt làm nhiễu đầu dò tên lửa nên ông đã cố gắng áp sát B-52 ở cự ly 2 – 3 km rồi mới phóng tên lửa (dù tầm bắn của tên lửa là 8 km), ở cự ly này tên lửa chỉ mất 2 - 3 giây để tới mục tiêu nên chiếc B-52 sẽ không kịp thả mồi nhiễu. Rút kinh nghiệm từ vụ của Vũ Đình Rạng (chỉ phóng 1 quả tên lửa thì không đủ để hạ tại chỗ B-52) nên ông đã phóng liền cả 2 tên lửa vào mục tiêu, không giữ lại tên lửa dự phòng. Sau khi bắn, Phạm Tuân giảm tốc, kéo máy bay lên cao và lật ngửa máy bay để thoát ly thì nhìn thấy chiếc B-52 nổ, sau đó máy bay bay lao vượt qua phía trên điểm nổ. Tuy nhiên do động tác kéo cao - thoát ly cấp tốc này nên máy ảnh phía mũi chiếc MiG-21 đã không thể chụp lại khoảnh khắc đó làm tư liệu.
Một số nguồn tài liệu Hoa Kỳ cho rằng tên lửa của ông đã bắn trượt, chiếc B-52 đã trúng tên lửa SAM-2 rồi nổ trên không trung, khiến Phạm Tuân nghĩ rằng tên lửa của ông đã phá hủy mục tiêu. Nhưng nếu dưới góc độ kỹ thuật phân tích, điều này là rất khó xảy ra. Thời gian từ khi phóng tên lửa tới khi thoát ly của Phạm Tuân chỉ kéo dài 4 - 5 giây. Trong khoảng thời gian chỉ tích tắc đó, rất khó có chuyện trùng hợp tới mức chiếc B-52 vừa thoát khỏi tên lửa từ MiG lại bị trúng ngay SAM-2 từ mặt đất phóng lên.
Với chiến công này, ngay sáng hôm sau (ngày 28 tháng 12) ông đã được đại tướng Võ Nguyên Giáp gửi điện khen. Ông được Nhà nước phong tặng danh hiệu Anh hùng lực lượng vũ trang nhân dân Việt Nam ngày 3 tháng 9 (1973), khi đó ông mang quân hàm Thượng úy, biên đội trưởng thuộc Đại đội 5, trung đoàn 921, Sư đoàn Không quân 371. Phạm Tuân chia sẻ, chiến công của ông có "80% là may mắn", nhưng may mắn ở đây là có thời cơ, và phải biết chớp được thời cơ đó thì mới làm nên chuyện. Ông cho biết: "Trận ấy không thực sự phức tạp. Nhưng thành quả đó có được là do chúng ta đã từng đổ xương máu, đổ mồ hôi cho những trận chiến đấu trước".

### Bay vào vũ trụ
Năm 1977, Phạm Tuân được cử đi học tại Học viện Không quân Gagarin (Liên Xô), 1 năm sau ông chuyển loại sang bay vũ trụ. Phạm Tuân được chọn vào đội bay quốc tế thứ 6 trong chương trình Intercosmos của Liên Xô ngày 1 tháng 4 năm 1979. Vị trí của ông ban đầu thuộc về phi công Nguyễn Văn Cốc, nhưng ông Cốc về sau bị loại vì không vượt qua bài kiểm tra thể lực. Cùng được chọn với Phạm Tuân còn có phi công dự bị Bùi Thanh Liêm, người sẽ thế chỗ Phạm Tuân nếu có sự cố bất ngờ.
Phạm Tuân, cùng với nhà du hành vũ trụ Xô viết Viktor Vasilyevich Gorbatko được phóng vào không gian từ sân bay vũ trụ Baikonur trên con tàu Soyuz 37 vào ngày 23 tháng 7 năm 1980, tức ngày 12 tháng 6 âm lịch năm Canh Thân, và trở về Trái Đất ngày 31 tháng 7 trên tàu Soyuz 36. Họ thực hiện nhiệm vụ trên trạm không gian Salyut 6 cùng với hai nhà du hành vũ trụ Xô viết khác. Trong toàn bộ thời gian trên quỹ đạo, Phạm Tuân đã tiến hành các thí nghiệm khoa học về hòa tan các mẫu khoáng chất trong tình trạng không trọng lực. Ông cũng tiến hành các thí nghiệm khoa học trồng cây bèo hoa dâu trên không gian. Phạm Tuân cũng chụp ảnh Việt Nam từ quỹ đạo Trái Đất. Phạm Tuân ở trong không gian trong vòng 7 ngày, 20 giờ và 42 phút. Ông đã thực hiện tổng cộng 142 vòng quỹ đạo quanh Trái Đất.
Phạm Tuân kể, nhiều người đồn thổi ông chỉ "đi ké" nhà du hành vũ trụ Gorbatko chứ không có vai trò gì. Phạm Tuân khẳng định lại: "Tôi cho rằng những người đó không hiểu gì về chuyến bay vũ trụ. Con tàu vũ trụ đòi hỏi phải có hai người điều khiển. Gorbatko là người lái chính, điều khiển con tàu. Còn tôi là lái phụ, phụ trách các thông số kỹ thuật, bảng điều khiển. Việc phối hợp lái chính-lái phụ phải ăn khớp, không thể có chuyện người này điều khiển còn người kia chỉ ngồi nhìn". Ông cũng bị đàm tiếu về việc mang bèo hoa dâu lên vũ trụ, cho rằng ông "thiên vị" quê nhà Thái Bình chuyên "băm bèo cho lợn ăn". Phạm Tuân cho biết: Chuyện mang bèo đi là do đội ngũ các nhà khoa học của ta và bạn quyết định, chứ ông không thể thích mang gì thì mang. Bèo hoa dâu dễ sinh sôi nảy nở, hút khí cacbonic, sản sinh ra oxy. Trên vũ trụ lại có rất nhiều tia nhiễm xạ có tác động lên con người, lên sinh vật tạo nên sự đột biến sinh học, và mang bèo hoa dâu lên là để phục vụ mục đích nghiên cứu này.

## Thư viện ảnh
|  |  |  |

### Trở thành lãnh đạo chỉ huy cao cấp
- Ông tốt nghiệp Học viện Không quân Gagarin (Liên Xô) năm 1982.
- 1989 - 1996, ông là Phó Tư lệnh về Chính trị Quân chủng Không quân.
- 1996 - 2000, ông là Phó Chủ nhiệm Về Chính trị Tổng cục Công nghiệp Quốc phòng.
- Từ năm 2000, ông mang quân hàm Trung tướng Không quân nhân dân Việt Nam, giữ chức Chủ nhiệm Tổng cục Công Nghiệp Quốc Phòng.
- Năm 2002, ông được bầu làm Chủ tịch Ngân hàng thương mại cổ phần Quân đội (MB); đồng thời giữ những chức vụ quan trọng trong các công ty trực thuộc ngân hàng này.
- Năm 2008, ông nghỉ hưu theo quyết định của Chính phủ.

## Vinh danh
- Anh hùng lực lượng vũ trang nhân dân.
- Anh hùng Lao động Việt Nam (1980)
- Anh hùng Liên Xô.
- Huân chương Lenin.
- Huân chương Hồ Chí Minh.
- Huân chương Chiến công hạng Nhất.
- 2 Huân chương Quân công hạng Ba.
- Huy hiệu Bác Hồ.
- Huân chương Chiến sĩ giải phóng hạng Nhì.
- Huy chương Quân kỳ quyết thắng.
- Huân chương Chiến sĩ vẻ vang hạng Nhất.
- Huân chương Chiến sĩ vẻ vang hạng Nhì.
- Huân chương Chiến sĩ vẻ vang hạng Ba.
- Giải thưởng Pyotr Đại đế.
- Huy hiệu 50 năm tuổi Đảng.

## Gia đình
Ông có vợ là Thượng tá bác sĩ Quân y (đã nghỉ hưu) Trần Thị Phương Tiến và hai con Phạm Hằng Thu, Phạm Anh Tuấn, con nuôi là Võ Thị Công My.
Ngày 1 tháng 1 năm 2008, ông nghỉ hưu theo quyết định của Chính phủ. Ông hiện sống ở Hà Nội.